# Relaciones Bolivia-Rusia
Las relaciones Bolivia-Rusia son las relaciones bilaterales existentes entre el Estado Plurinacional de Bolivia y la  Federación de Rusia. Ambas naciones establecieron sus relaciones diplomáticas el 9 de agosto de 1898 durante el gobierno del Presidente de Bolivia Severo Fernández Alonso y el reinado del Zar Nicolás II. Actualmente, Rusia tiene una embajada en la ciudad de La Paz y Bolivia tiene una embajada en la ciudad de Moscú.

## Antiguas
El 18 de abril de 1945, la en ese entonces Unión Soviética estableció relaciones diplomáticas por primera vez con Bolivia.

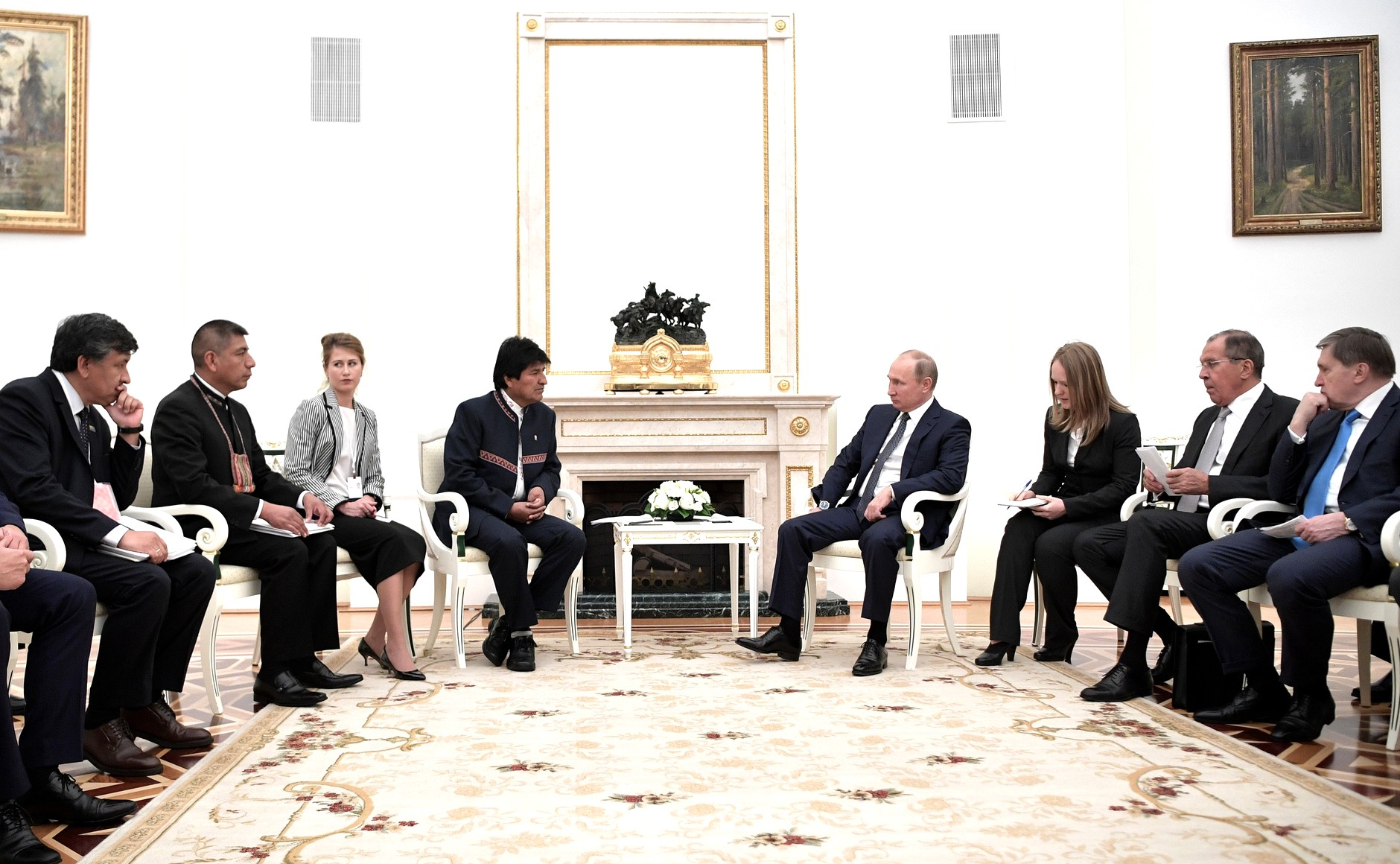
Vladímir Putin y Evo Morales (2018-06-13) 03

## Actuales

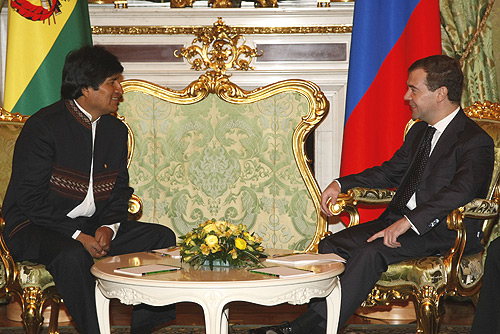
El entonces Presidente de Bolivia Evo Morales reunido con su par ruso Dmitri Medvédev en el Kremlin el 16 de febrero de 2009.

Con Bolivia el enfoque en las relaciones con Rusia es principalmente económico, en oposición a lo político y estratégico, como un acuerdo para invertir en los campos de gas natural de Bolivia. Se ve que "ayudará a América Latina [...] ampliando las oportunidades económicas de América Latina, diversificando sus relaciones ... eso es saludable".
En septiembre de 2008 Gazprom, la compañía energética rusa de la que el Estado tiene una participación mayoritaria, firmó un acuerdo por valor de 4,5 mil millones de dólares para explorar gas en Bolivia. En diciembre de 2008, Rusia invirtió US $ 4 millones en un estudio sobre la industria del gas boliviano, con la esperanza de abrir un centro conjunto ruso-boliviano sobre exploración de gas en 2009.
| Relaciones Diplomáticas Bolivia-Rusia         |                                  |
| Establecidas el 9 de agosto de 1898           |                                  |
|                                               |                                  |
| Gobierno de Severo Fernández Alonso Caballero | Reinado de Nicolás II            |
|                                               |                                  |
| Presidente de Bolivia (1896-1899)             | Zar del Imperio Ruso (1894-1917) |

En marzo de 2009, Rusia y Bolivia firmaron un protocolo de acuerdo para fortalecer la democracia en cada nación. En febrero de 2009 el presidente Evo Morales visitó Moscú. Su viaje fue el primero de un jefe de Estado boliviano en la capital rusa. Durante la visita, ambos líderes firmaron un acuerdo para fortalecer los vínculos energéticos y militares entre las dos naciones, además de fortalecer la cooperación contra narcóticos. En mayo de 2009, el Viceministro de Relaciones Exteriores de Bolivia dijo que Bolivia estaría realizando una compra multimillonaria de armas y transporte de Rusia para combatir el contrabando y la producción de drogas en Bolivia.
En octubre de 2009, el presidente Evo Morales anunció los planes para construir una instalación de apoyo técnico y reparación para aviones rusos en Bolivia que se construiría en una antigua base estadounidense cerca de la ciudad de Chimore, en el centro del país. La inversión inicial en la construcción se estima en 5 millones de dólares y la longitud de la pista existente se ampliará tres veces "para recibir la aeronave más moderna".

## Embajadores

### Embajadores de Bolivia en Rusia
| Embajadores Bolivianos en Rusia | Designado por el Presidente de Bolivia | Período como Embajador o Embajadora          | Referencias                              |
| ------------------------------- | -------------------------------------- | -------------------------------------------- | ---------------------------------------- |
| Gonzalo de Achá Prado           | Hugo Banzer Suárez                     | 7 de mayo de 1998 - 1 de noviembre de 2002   |                                          |
| Sergio Hugo Sánchez Ballivián   | Carlos Mesa Gisbert                    | 6 de abril de 2004 - 23 de junio de 2009     | [ 6 ]                                    |
| María Luisa Ramos Urzagaste     | Evo Morales Ayma                       | 23 de junio de 2009 - 2 de diciembre de 2015 | [ 7 ] [ 8 ]                              |
| Cirilo Álex Díaz Mamani         | Evo Morales Ayma                       | 2 de diciembre de 2015 - 5 de abril de 2018  | [ 9 ] [ 10 ] [ 11 ] [ 12 ] [ 13 ] [ 14 ] |
| Hugo Villarroel Senzano         | Evo Morales Ayma                       | 5 de abril de 2018 - 15 de noviembre de 2019 | [ 15 ] [ 16 ] [ 17 ] [ 18 ]              |
| María Luisa Ramos Urzagaste     | Luis Arce Catacora                     | 18 de mayo de 2021 - Actualidad              | [ 19 ]                                   |

### Embajadores de Rusia en Bolivia
| Embajadores Rusos en Bolivia | Designado por el Presidente de Rusia | Período como Embajador o Embajadora            | Referencias          |
| ---------------------------- | ------------------------------------ | ---------------------------------------------- | -------------------- |
| Aleksey Shcherbachevich      | Leonid Brézhnev                      | 26 de marzo de 1970 - 24 de julio de 1975      |                      |
| Boris Kazantsev              | Leonid Brézhnev                      | 24 de julio de 1975 - 10 de abril de 1981      |                      |
| Sergey Kovalyov              | Leonid Brézhnev                      | 10 de abril de 1981 - 31 de julio de 1983      |                      |
| Arkady Glukhov               | Yuri Andrópov                        | 10 de octubre de 1983 - 25 de mayo de 1987     |                      |
| Takhir Durdiyev              | Mijaíl Gorbachov                     | 25 de mayo de 1987 - 18 de marzo de 1991       |                      |
| Vladimir Kiselyov            | Mijaíl Gorbachov                     | 18 de marzo de 1991 - 25 de diciembre de 1991  |                      |
| Vladimir Kiselyov            | Mijaíl Gorbachov                     | 18 de marzo de 1991 - 31 de enero de 1995      |                      |
| Yury Nosenko                 | Borís Yeltsin                        | 31 de enero de 1995 - 30 de junio de 1998      |                      |
| Gennady Sizov                | Borís Yeltsin                        | 30 de junio de 1998 - 11 de julio de 2002      |                      |
| Vladimir Kulikov             | Vladímir Putin                       | 11 de julio de 2002 - 23 de abril de 2008      |                      |
| Leonid Golubev               | Vladímir Putin                       | 23 de abril de 2008 - 1 de febrero de 2012     | [ 20 ]               |
| Alexey Andreevich Sazonov    | Vladímir Putin                       | 28 de mayo de 2012 - 25 de agosto de 2017      | [ 21 ] [ 22 ] [ 23 ] |
| Vladimir Ivanovich Sprinchan | Vladímir Putin                       | 4 de octubre de 2017 - 11 de diciembre de 2020 | [ 24 ]               |
| Iakov Fedorov (encargado)    | Vladímir Putin                       | 11 de diciembre de 2020 - 22 de marzo de 2021  |                      |
| Mikhail Nikolaevich Ledenev  | Vladímir Putin                       | 22 de marzo de 2021 - Actualidad               | [ 25 ] [ 26 ] [ 27 ] |